# Callidula plioxantha
Callidula plioxantha es una polilla de la familia Callidulidae. Se encuentra en Nueva Guinea